# Темпонавти
Темпонавти — це збірка оповідань радянського і українського письменника Володимира Зайця. Збірка вийшла у 1986 році.
Тематикою науково-фантастичних оповідань є унікальні відкриття вчених, пов'язані з загадковими явищами людської психіки
.

## Список оповідань
1. І був день новий…
Рік написання: 1986
Планета на порозі загибелі. З глибин Всесвіту на великій швидкості несеться невідомий об'єкт. До зіткнення залишається десять днів…
2. Темпонавти
Рік написання: 1981
Максим Корнєєв винайшов першу машину часу. Йому одразу стали надокучати мандрівники з майбутнього. Кожен з них хоче особисто переконатися: чи справді Максим першим збудував машину часу?
3. Я чекаю
Рік написання: 1986
Незвичні зміни відбулися у організмі людини. Тепер знаходитись поряд з ним небезпечно…
4. Не шкодити!
Рік написання: 1986
Режисер Еліот Кін хоче створити художній фільм з життя Стародавнього Риму. За допомогою машини часу у 74 рік до н. е. вирушає актор — головний герой фільму. Але чи варто втручатись у історію і до яких небажаних змін це може привести?
5. Трансплантація
Рік написання: 1981
Перед нами щоденник молого вченого-лікаря, якому провели хірургічну операцію на мозку і він з кожним днем перетворюється у…
6. Якось у межсезоння…
Рік написання: 1986
Під час приземлення на планету стається аварія космічного корабля. Троє землян опиняються у пастці, адже скоро почнеться сезон великих злив і уся планета перетвориться у океан. Потрібно спішити…
7 Створення образу
Рік написання: 1986
 Письменник-фантаст Семюел Мітчел під час написання чорнового варіанту оповідання намагається уявити зображення, а потім описати створене уявлення, тільки у такий спосіб, чітко уявляючи подробиці, можна буде створити ілюзію реальності, видиму можливість неймовірного фантастичного світу… Зранку покоївка знайшла труп письменника…
8. Homo Gracilis
Рік написання: 1986
Після невдалого виходу з нуль-простору міжгалактичний розвідник Р-250 розбився на планеті невідомого сузір'я. Космопілот Семен Орлов, важкопоранений, намагається вступити у контакт з місцевими жителями, але стикається лише з впертим нерозумінням…
9. Давній будинок, тихий будинок
Рік написання: 1986
Майбутнє… Міста-мегаполіси. Будинки у декілька десятків тисяч поверхів. І постійний шум і гуркіт від яких не зховатися. А поряд існує зовсім інший світ…
10. Експеримент останній — експеримент перший
Рік написання: 1986
Професор Логвиненко проводить науковий експеримент з вивчення матерії з метою зазирнути у мікросвіт. Але експеримент виходить з-під контролю…
11. Така довгоочікувана зустріч
Рік написання: 1986
В глибинах космосу відбулася довгоочікувана зустріч представників двох цивілізацій — планет Земля та Ялмез. Але чомусь ця зустріч принесла розчарування.
12. Галюцинація
Рік написання: 1986
На березі озера, біля вогнища, зручно влаштувався рибалка. З глибини водойми, до берегу, підпливає ЩОСЬ…
13. Початок
Рік написання: 1982
Космічний вовк Анатолій Ендотеліус-молодший, житель планети Діетана сузір'я Андромеди, вирушає у відпустку, але через свою неувагу потрапляє у неприємну історію…
14. Космічний кашалот
Рік написання: 1982
Космогатор Анатолій Ендотеліус-молодший, подорожуючи у відкритому космосі, зтикається з невідомою науці, агресивною, колосальних розмірів істотою. Доля космічного корябля знаходиться в руках капітана…
15. Дозвольте вас з'їсти!
Рік написання: 1982
Загроза повного винищення нависла над жителями однієї з планет далекого сузір'я B-15 PP. На допомогу їм приходить космічний вовк Анатолій Ендотеліус-молодший.
16. Старі запонки
Рік написання: 1982
Щоб потрапити на річницю випуску космошколи і не бути висміяним, Анатолію Ендотеліусу-молодшому доводиться виготовити… машину часу.
17. Підірваний астероїд
Рік написання: 1982
 До Землі наближається астероїд К-3758. Через місяць він має зіштовхуютися з нею. За справу береться космічний вовк Анатолій Ендотеліус-молодший.